# Shatterhand
Shatterhand (特救指令ソルブレイン?, Tokkyū shirei Soruburein) è un videogioco d'azione del 1991 sviluppato da Natsume. Il gioco è basato sulla serie televisiva Tokkyū shirei Solbrain, appartenente al franchise Metal Hero.

## Sviluppo
Durante la localizzazione del gioco per i mercati statunitense ed europeo, il titolo è stato modificato in Shatterhand e i riferimenti alla serie tokusatsu sono stati rimossi. Oltre all'aspetto del protagonista, è stata modificata l'ambientazione del terzo livello del gioco che nella versione giapponese ha luogo in un parco di divertimento, mentre nella versione occidentale è ambientato in un sottomarino.